# Paul Høm
Paul Høm (født Poul Brieghel Høm 2. maj 1905 i Ballerup, død 25. september 1994 i Gudhjem) var en dansk maler kendt for religiøse motiver og glasmalerier samt portrætter af sin familie. Han blev uddannet 1924-29 på Kunstakademiet og udstillede på Den frie Udstilling i 1939, var gift med Kirsten Høm og senere med Lisbeth Munch-Petersen.
Paul Høms værker udsmykker flere kirker i Danmark som Christianskirken i Lyngby, Albæk Kirke, Struer Kirke, Vonsild Kirke, Sankt Bodil Kirke, Sankt Clemens Kirke, Østerlars Kirke og Østermarie Kirke.

## Hæder
- 1930, Carl Julius Petersen
- 1935, Glashandler Johan Franz Ronge's Fond
- 1935, Oscar Carlsons Præmie
- 1937-39 Carlsons Legat
- 1938, Eibeschütz' Præmie
- 1939, Eckersberg Medaillen
- 1940, Akademiets lille guldmedalje
- 1940, 1955, Akademiet
- 1944. Zacharias Jacobsens Legat
- 1945, Oluf Hartmann
- 1969, 1972-94, Statens Kunstfond
- 1978, Hessellund